# Vlatko Stojanovski
Vlatko Stojanovski (Macedonisch: Влатко Стојановски) (Delčevo, 23 april 1997) is een Noord-Macedonisch voetballer die doorgaans als aanvaller speelt. Hij verruilde medio 2019 FK Renova Čepčište voor Nîmes Olympique dat hem in het seizoen 2020/21 verhuurde aan FC Chambly. Stojanovski debuteerde in 2019 voor het Macedonisch voetbalelftal en maakte deel uit van de selectie op het Europees kampioenschap voetbal 2020.